# Cetra noi cinque
Cetra noi cinque è il secondo CD del gruppo musicale e teatrale degli Oblivion, registrato live al Teatro Dehon di Bologna nell'Ottobre 2005.
Il disco contiene una serie di omaggi al Quartetto Cetra e la traccia audio della prima parodia musicale del gruppo: “Oblivionteca numero uno. Otello”, basata sull'Otello di Verdi.

## Cast
Il gruppo: Graziana Borciani, Raoul D'Eramo, Francesca Folloni, Lorenzo Scuda e la partecipazione straordinaria di Luciano Manzalini dei Gemelli Ruggeri.
Musicisti: Alberto Armaroli (batteria), Simone Manfredini (pianoforte), Camilla Missio (contrabbasso), Marco Pretolani (sax, clarinetto e flauto), Lorenzo Scuda (chitarra)

## Tracce
1. Vieni vicino, dammi la mano (Canfora-Verde)
2. Arriva il direttore (Fucilli-Panzeri-Testoni)
3. Juanita Banana (Howard-Kenton-Beretta)
4. Ciao mama (Azzella-Buonocore)
5. Che centrattacco!!! (Savona-Giacobetti)
6. In un palco della Scala (Kramer-Garinei e Giovannini)
7. Un bacio a mezzanotte (Kramer-Garinei-Giovannini)
8. Però mi vuole bene (Giacobetti-Savona-Cichellero)
9. Ba ba baciami piccina (Astore-Morbelli)
10. Il fonografo a tromba (Savona-Giacobetti)
11. Musetto (Modugno)
12. Crapa pelada (Kramer)
13. Nella vecchia fattoria (Kramer-Savona-Giacobetti)
14. Oblivionteca numero uno. Otello: melodramma molto drammatico. Libretto di Lorenzo Scuda e Davide Calabrese.[2]